# Gare de Tartu
La gare de Tartu (Tartu raudteejaam en estonien) est une gare ferroviaire située à Tartu en Estonie. 
C'est la principale gare de la ville.

## Situation ferroviaire
Outre la gare de Tartu, la gare de Kirsi (ligne de Tartu à Koidula) et la gare d'Aardla (ligne de Tartu à Valga) sont également situées sur le territoire de la ville de Tartu.

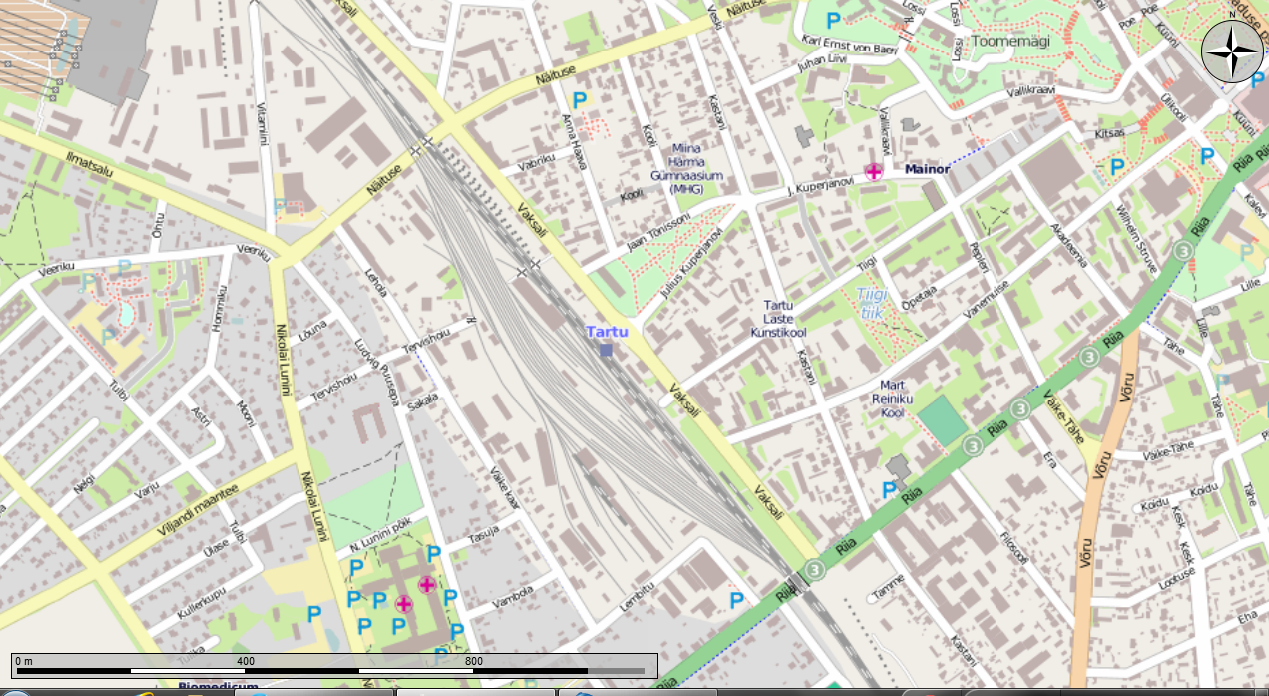
Carte montrant la gare (au centre) et la cour de triage.

## Histoire

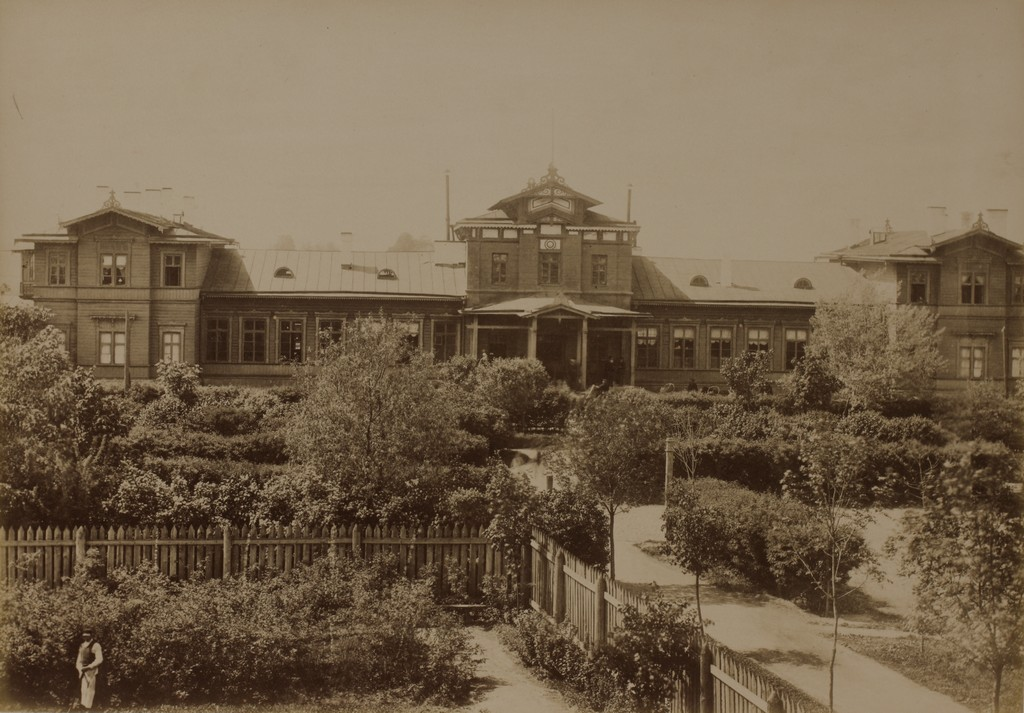
La gare en 1889.

La gare est construite entre 1876 et 1880 en style suisse .
En 2006, un incendie détruit la plupart de l'intérieur datant de l'époque soviétique, mais le travail de détail original était sous une couche de plâtre et de la pierre et a survécu à l'incendie.
La gare rouvre ses portes le 26 juillet 2012 après une restauration coûtant plus d'un million d'euros. 
La gare est refaite selon les plans de l'architecte Aivar Roosaar.
Le bâtiment de l'époque tsariste se présente maintenant comme il avait l'air il y a plus de 125 ans.